# 城南町下宮地
城南町下宮地（じょうなんまちしもみやじ）は熊本県熊本市南区の大字。旧肥後国下益城郡下宮地村、下益城郡隈庄町大字下宮地、下益城郡城南町大字下宮地、熊本市大字城南町下宮地。人口は2,249人、世帯数は1,058世帯（2024年12月1日現在）。郵便番号は861-4204。

## 地理
熊本平野南部・舞原台地、宮地台地南下の浜戸川右岸に位置する。南で浜戸川を挟み城南町阿高、東で城南町舞原や城南町沈目、北で城南町隈庄、西で城南町六田、浜戸川を挟み富合町木原と接している。また、当地には国道266号が通っており、国道を中心に市街地が形成されている。北東部には沢水溜池がある。

### 河川
- 浜戸川

## 歴史
かつては廻江手永に属していた。当地には菊池武房が1265年（文永2年）に建立した能仁寺があったが中世後期の戦乱により衰退したとされ、以後曹洞宗大慈寺の末寺となり、この地を浄土寺村と呼んだ。しかし、近世初期に小西氏の領地となった後能仁寺は再び衰退した。その後に跡地に草堂を立て、大慈寺から堂守を入れてわずかに命脈を保ったという。

### 沿革
- 1889年（明治22年） - 隈庄町の大字となる。
- 1890年（明治23年） - 一部が舞原となる。
- 1955年（昭和30年）3月1日 - 隈庄町は杉上村、豊田村と合併して城南町となり、所属が城南町となる。
- 2010年（平成22年）3月23日 - 城南町が熊本市と合併した事に伴い、下宮地から城南町下宮地に変更される。
- 2012年（平成24年）4月1日 - 熊本市が政令指定都市に移行、旧城南町は旧富合町などと共に南区に属することとなった。

### 名前の由来
上宮地村（現在の城南町宮地の一部）にある宮地神社の御幸時に下宮の地になる事にちなむ。また、この下宮の跡を古町と呼び、神田という小字が残る。

## 世帯数と人口
2024年（令和6年）6月1日現在の世帯数と人口は以下の通りである。
| 町丁         | 世帯数    | 人口    |
| ------------ | --------- | ------- |
| 城南町下宮地 | 1,032世帯 | 2,196人 |

## 小・中学校の学区
市立小・中学校に通う場合、学区は以下の通りとなる。
| 番地 | 小学校             | 中学校                   |
| ---- | ------------------ | ------------------------ |
| 全域 | 熊本市立隈庄小学校 | 熊本市立下益城城南中学校 |

## 交通

### バス
- 熊本バス
  - 段鶴線
    - 浜戸川橋

  - 松橋線
    - 浜戸川橋

### 道路
- 国道266号

## 施設
- 熊本南警察署城南交番
- 能仁寺 (熊本市)